# Зибольд, Филипп Франц фон
Филипп Франц Бальтазар фон Зибольд (нем. Philipp Franz Balthasar von Siebold; 17 февраля 1796, Вюрцбург — 18 октября 1866, Мюнхен) — немецкий медик, естествоиспытатель и исследователь Японии. Кузен германского физиолога и зоолога Карла Зибольда, внук хирурга Карла Каспара фон Зибольда, отец Кусумото Инэ.

## Биография
В 1820 году окончил медицинский факультет Вюрцбургского университета. В 1822 году поступил на службу в вооружённые силы Нидерландов в качестве военного врача. В начале 1823 года был командирован в Нидерландскую Ост-Индию, откуда уже через несколько месяцев переведен на японский остров Дэдзима для обслуживания местной голландской колонии. В Японии ему предоставили наложницу, бывшую куртизанку Таки, которая родила от него дочь Инэ, первой из японцев ставшую врачом западного образца.
В Эдо он у императорского библиотекаря приобрёл карту Японии, за что был выслан из страны за сбор «секретной информации». В 1830 году вернулся в Голландию; получив прощение, в 1859—1862 годах снова жил в Японии, затем в Вюрцбурге.
Многочисленные этнографические материалы, привезённые Зибольдом из Японии, легли в основу коллекции Национального музея этнологии. Саженцы чайного куста, нелегально вывезенные им из Японии, позволили начать культивирование чая на нидерландской Яве. В честь Зибольда названы несколько видов растений, например:
- Acer sieboldianum Miq. (1865)
- Asarum sieboldii Miq. (1865)
- Berberis sieboldii Miq. (1865)
- Corylus sieboldiana Blume (1851)
- Euonymus sieboldianus Blume (1827)
- Euphorbia sieboldiana C.Morren & Decne. (1836)
- Geranium sieboldii Maxim. (1880)
- Magnolia sieboldii K.Koch (1853)
- Peucedanum sieboldii Miq. (1867)
- Pycnopteris sieboldii T.Moore (1855) [=Dryopteris sieboldii (T.Moore) Kuntze]
- Polygonum sieboldii Meisn. (1856) [=Persicaria sieboldii (Meisn.) Ohki]
- Populus sieboldii Miq. (1867)
- Primula sieboldii É.Morren (1873)
- Sambucus sieboldiana (Miq.) Graebn. [=Sambucus racemosa var. sieboldiana Miq. (1866)]

## Работы
- Flora japonica (Лейден, 1835);
- Nippon, Archief voor de beschrijving van Japan (Лейден, 1832);
- Chinezisch-japanezisches Wörterbuch (Лейден, 1838—1841);
- Catalogus librorum Japan. (Лейден, (1841);
- Fauna japonica (7 т., Лейден, 1833—1851; совместно с Темминком, Г. Шлегелем и де Хааном);
- Isagoge in bibliothecam japon. (Лейден, 1811);
- Bibliotheca japonica (6 т., Лейден, 1833—1841; вместе с И. Гофманом[4]).